# بريجيت فوسي
بريجيت فوسي (بالفرنسية: Brigitte Fossey)‏ (15 يونيو 1946)، هي ممثلة فرنسية.

## النشأة
ولدت بريجيت فوسي في توركوان، وهي ابنة لأستاذ. مثلت أول مرة عندما كانت تبلغ 5 سنوات عندما اختارها المخرج ريني كليمان للتمثيل في فيلمه ألعاب ممنوعة. لعبت بريجيت دور طفلة بريئة تيتمت خلال الحرب العالمية الثانية. حصل الفيلم على عدة جوائز في العالم من بينهم جائزة الأوسكار لأفضل فيلم بلغة أجنبية، وتم التعاقد مع بريجيت من طرف الممثل والمخرج الأمريكي جين كيلي في فيلمه الطريق السعيد سنة 1957. عندما بلغت سن ال10 تم إبعادها عن التمثيل من قبل والديها لتركز في دراستها. وعندما أنهت تعليمها، درست بريجيت البيانو والرقص، وانتقلت للعمل كمترجمة فورية في جنيف، سويسرا.

## مشوارها
سنة 1967، وبعمر 20 عامًا، بعد أن درست التمثيل في «استوديو إيفي فوري لتعلم الممثل» في باريس (بالفرنسية: Studio d'Entrainement de l'Acteur)‏، تم إهدائها دور البطولة من قبل المخرج جون غابريل ألبيكوكو في فيلمه التائه الكبير (بالفرنسية: Le Grand Meaulnes)‏ سنة 1967. أدت بريجيت عدة أعمال في المسرح والسينما، وعملت مع العديد من المخرجين الفرنسيين مثل فرانسوا تروفو وبيرتران بليي. تتكلم بريجيت اللغة الإنجليزية بطلاقة، مما سمح لها في المشاركة في بعض في عدة أعمال هوليوود مثل فيلم خماسي من إخراج روبرت ألتمان والذي أدت فيه دور زوجة بول نيومان. سنة 1982، اختيرت من ضمن أعضاء لجنة تحكيم مهرجان برلين السينمائي الدولي ال32.

## حياتها الشخصية

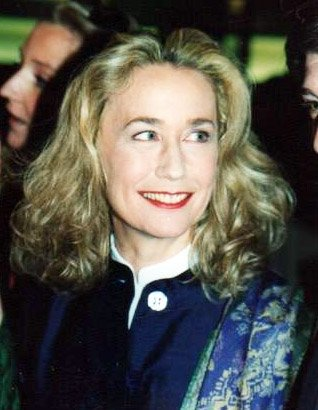
بريجيت فوسي في حفل سيزار 1998م

تزوجت بريجيت فوسي بالممثل والمخرج الفرنسي جان فرانسوا آدم سنة 1966 وأنجبت منه ماري آدم وهي ممثلة أيضا.

## الجوائز والترشيحات
| السنة | الجائزة     | الفئة             | العمل                                 | النتيجة |
| ----- | ----------- | ----------------- | ------------------------------------- | ------- |
| 1977  | جائزة سيزار | أفضل ممثلة مساعدة | الجيد والسيئون Le Bon et les Méchants | رُشِّح     |
| 1978  | جائزة سيزار | أفضل ممثلة        | أطفال الدولاب Les Enfants du Placard  | رُشِّح     |

## بعض أعمالها
| السنة | الإسم                  | الإسم الأصلي                  |
| ----- | ---------------------- | ----------------------------- |
| 1952  | ألعاب ممنوعة           | Jeux interdits                |
| 1953  | الحبل الصلب            | La corda d'acciaio            |
| 1956  | الطريق السعيد          | The Happy Road                |
| 1970  | رافاييل الفاسق         | Raphaël ou le Débauché        |
| 1975  | اهدأ                   | Calmos                        |
| 1976  | الجيد والسيئون         | Le Bon et les Méchants        |
| 1976  | الرجل الذي يحب النساء  | L'Homme qui aimait les femmes |
| 1977  | أطفال الدولاب          | Les Enfants du placard        |
| 1977  | البلد الأزرق           | Le Pays Bleu                  |
| 1978  | الزنزانة الزجاجية      | Die gläserne Zelle            |
| 1979  | ولكن أو وإذن أورنيكار  | Mais où et donc Ornicar       |
| 1979  | خماسي                  | Quintet                       |
| 1980  | بووم                   | La Boum                       |
| 1982  | بووم 2                 | La Boum 2                     |
| 1982  | مجهول                  | Enigma                        |
| 1988  | سينما الجنة الجديدة    | Cinema Paradiso               |
| 1989  | 3615 رمز بابا نويل     | 3615 code Père Noël           |
| 2016  | جوسيفين، الحارس الملاك | Joséphine, ange gardien       |
| 2017  | لا تخبرها              | Faut pas lui dire             |